# Deidamia (planta)
Deidamia é um género botânico pertencente à família Passifloraceae.